# Список храмів Ковеля
Діючі храми в місті Ковелі
| Фото | Назва, короткі відомості |
|      | Собор Благовіщення Пресвятої Богородиці УПЦ Київського патріархату. Розташований на вулиці Соборній, 6. |
|      | Собор святого Димитрія Солунського УПЦ Київського патріархату. Розташований на вулиці Шевченка, 3. У 1994 році, громадою було встановлено хрест і освячено територію собору. Згодом, через чотири роки було зареєстровано церковну громаду святого великомученика Димитрія Солунського. У пристосованому приміщенні в листопаді 1998 року відбулася перша служба. У 1999 році було збудовано фундамент нового собору. Перша служба у новозбудованому храмі відбулась у 2003 році. Владика Михаїл освятив собор, який перебрав на себе місію бути головним на парафії. Деканом став настоятель храму протоієрей отець Анатолій Александрук. При соборі діє недільна школа. Прихід налічує більш ніж 1000 віруючих. |
|      | Церква Петра і Павла УПЦ Київського патріархату. Церковна громада функціонує з 2004 року. Для проведення служби Ковельський міськвиконком передав приміщення контрольно-пропускного пункту колишньої військової частини А-1636, що на вулиці Ватутіна. У 2009 році розпочалося будівництво нового храму. Настоятель храму — священик Олександр Доброскок. |
|      | Церква святого апостола Андрія Первозваного УПЦ Київського патріархату. У 1990 році управлінням у справах релігії Волинського облвиконкому було зареєстровану релігійну громаду апостола Андрія Первозваного, якій передали «Будинок панахиди», що був колись католицькою каплицею на вулиці Незалежності, 31. Згодом невелика каплиця не змогла вмістити віруючих, тому було прийнято рішення про добудову нового приміщення. Настоятель — священик Дмитро Кекляк. |
|      | Церква святого рівноапостольного князя Володимира Великого УПЦ Київського патріархату. Розташована в бік від Варшавської траси і житлової забудови мікрорайону «Сільмаш». Церковний дім виконував роль будинку молитви. Громада церкви була зареєстрована у 1998 році. З тих пір, понині, ведеться будівництво храму. Зараз, настоятелем церкви є Віталій Лехкобит. |
|      | Церква Іоана Предтечі УПЦ Київського патріархату. Церква розташована у мікрорайоні Ковель-ІІ. Станом на червень 2009 року вже було збудовано стіни. Служба проходить у церковному будинку. Громада зареєструвалась у 2001 році. Настоятель храму — Андрій Басараба. |
|      | Церква Пресвятої Богородиці Покрови УПЦ Київського патріархату. На вулиці Лісній навпроти контори лісництва, що на Войтовщині, поставлено дубовий хрест, уквітчаний різнокольоровими стрічками. Тут має бути збудовано каплицю, де молитимуться мешканці цієї віддаленої від міста вулиці. Громада зареєстрована у 2004 році. Опікується віруючими вулиці Лісної - отець Дмитро Відник. |
|      | Церква великомучениці Світлани УПЦ Київського патріархату. Невелика церковка розташувалася біля старого кладовища на вулиці 40-річчя Перемоги. Церква названа на честь доньки священика Дмитра Відника, яку замордував до смерті тортурами і побиттям її чоловік. Назву храму і будівництво благословив єпископ Михаїл. |
|      | Церква блаженнішого Миколая Чарнецького Українська греко-католицька церква та монастир. Знаходиться на вулиці Олени Пчілки, 23. Будівництво церкви і монастиря розпочалося у 2003 році. Через шість років церква отців редемптористів засяяла золотом своїх бань. У 2009 році у храм зайшли перші вірні, щоб молитися Богу. Монастир уже прийняв своїх господарів. Настоятель парафії — ігумен монастиря отець Євген Задорожний. Церкву сьогодні відвідує майже 90 місцевих родин. 30 березня 2013 року в рамках тижневої канонічної візитації на Волині глава Української греко-католицької церкви блаженніший Святослав (Шевчук) побував у цьому храмі разом із екзархом Луцьким владикаою Йосафатом. Тут вони відслужили Божественну літургію. Блаженніший Святослав (Шевчук) провів освячення іконостасу у храмі. |
|      | Собор Свято-Воскресенський РПЦвУ (УПЦ Московського патріархату). Розташований на вулиці Незалежності, 174. |
|      | Собор Свято-Троїцький РПЦвУ (УПЦ Московського патріархату). Знаходиться на вулиці Грабовського, 35. Церковна громада зареєстрована у 1991 році. Того ж року закладку нового храму очолив єпископ Волинській і Луцькій Варфоломій. У 1994 році стала відбуватися служба спочатку в наметі, а потім у середній школі № 2. У 1999 році собор відвідав блаженніший Володимир, митрополит Київський і всієї України, який освятив престол і храм. Переповнений віруючими собор став свідком знаменної події. У ньому не раз відправляв святу службу Божу преосвященний Симеон, тодішній єпископ Володимир-Волинський і Ковельський. Собор гордиться іконою з часточками мощей рівноапостольної святої Марії Магдалини та священномученика Володимира, митрополита Київського. Особливе місце займає ікона Святої Трійці з частиною дуба Маврійського. Владика Симеон видав у 1999 році Святий Антимінс зі своїм підписом. При соборі діє недільна церковна школа, дитячий та юнацький хори. Свято-Троїцький собор — один з найбільших на Волині. Настоятель — протоієрей Миколай Чубиш |
|      | Церква Свято-Введенська РПЦвУ (УПЦ Московського патріархату). Знаходиться на вулиці Модеста Левицького, 15. Церква побудована на старому місці, де колись і була до війни. Півстоліття тут стояли похилені хрести і ріс бур'ян. Відбудова знищеного у воєнному лихолітті храму розпочалась у 1998 році. Активні члени громади збирали гроші на будівництво. Перший камінь у новобудову заклав владика Симеон, а вже через рік перші цеглини своїми руками заклав блаженніший митрополит усієї України-Руси Володимир. Новозбудований храм у своїй неповторності і красі відчинив двері для віруючих у 2003 році. Освятив храм єпископ Симеон. від початку створення церковної громади і до наших днів несе свій послух настоятель храму Василій Сергійчук. У храмі знаходиться ікона цілителя Пантелеймона з часточкою мощей. При церкві діє недільна школа. Настоятель храму отець Василій з парафіянами опікуються проблемами Ковельської виховної колонії для неповнолітніх.                                                                                                   |
|      | Церква великомученика Пантелеймона РПЦвУ (УПЦ Московського патріархату). Знаходиться на вулиці Олени Пчілки, 4. Церква закладена у грудні 2002 року і освячена єпископом Симеоном. У 2009 році будівельні роботи були закінчені, і в храмі проводиться служба. Тут є ікони святого великомученика Пантелеймона, мощі святого Луки Кримського, мощі 80 преподобних мучеників Києво-Печерських. Службу правлять два священика — протоієреї Володимир Шкварок (настоятель) і Володимир Шайнюк . При церкві діють недільна школа і християнський кінозал. У 2008 році церковний хор храму зайняв перше місце на єпархіальному фестивалі. |
|      | Церква Свято-Миколаївська РПЦвУ (УПЦ Московського патріархату). Церковна громада зареєстрована у 2003 році. 2005 року на пустирі вулиці Будищанської в району водоканалу розпочалося будівництво нового храму. У 2009 році церква збудована і до свята Миколая у ній проведено перше богослужіння. Настоятель — священик Степан Прищ. Споруда кам'яна. Ззовні і всередині обшита напівкруглим деревом. Кутки облицьовані кам'яною декоративною плиткою. Хрести і бані позолочені. Кажуть, що за красою і привабливістю їй немає рівних у Ковелі і на Волині. Архітектурні рішення і стиль запозичені з Івано-Франківщини. |
|      | Церква архістратига Михаїла РПЦвУ (УПЦ Московського патріархату). Знаходиться на вулиці Незалежності, 35. Храм-каплиця на честь святого Архістратига Михаїла була збудована у 1903 році Степаном Добровольським, капітаном Ковельського піхотного полку. У його сім'ї сталась трагедія — на 13-му році життя відходить у вічність єдина дочка. Щоб полегшити біль втрати, через 5 років, після її смерті, він споруджує храм-каплицю. І до нині, з правої сторони від входу в храм, знаходиться склеп-могила Ольги Степанівної Добровольської, що народилася 30 червня 1885 року, а померла 11 квітня 1898 року. Церковна громада і церковна рада були зареєстровані 28 серпня 1948 року уповноваженим ради у справах релігії при Волинському облвиконкомі М. Д. Діденком. Цей храм — пам'ятка архітектури місцевого значення. Настоятелем церкви з 1983 року є священик Олександр Ничипорук, нині — протоієрей. Постійних прихожан до сотні душ. В недільній школі, котра діє при храмі, навчається до тридцяти дітей.                                                           |
|      | Церква Почаївської ікони Божої Матері РПЦвУ (УПЦ Московського патріархату). Знаходиться на вулиці Ветеранів, 1-а. Перший камінь будівлі у 1991 році заклав і освятив єпископ Ніфонт. Громада створена у 1992 році. Ініціатором будови невеликої каплиці (так планувалось) був настоятель Свято-Воскресенського собору Олександр Козка. Будова велася зусиллями парафіян. У 1998 році настоятелем храму був призначений протоієрей Володимир Ровінський. Будова невеликої каплиці переросла в церкву середніх розмірів. Освячення храму відбулось у 2000 році. При церкві є недільна школа. Активно діє православне братство Іова Почаївського. Важливу роль у житті віруючих відіграє видавничий відділ та інтернет-сайт «Амвон». «Волиняни всіх країн, єднайтеся» — такий девіз сайту. Крім настоятеля храму отця Володимира, свій послух у храмі несе протоієрей Іоан Куласевич. З 2009 року Володимир Ровінський очолює Ковельське міське благочиння. |
|      | Церква священномученика Анатолія Ковельського РПЦвУ (УПЦ Московського патріархату). На будівництва храму владою виділено місце на вулиці Ватутіна, 23. Зареєструвавшись, парафіяни і настоятель Олександр Кобенко за рахунок пожертв розпочали будівництво. Богослужіння відбувалося у ветхому приміщенні, яке влада передала парафіянам безплатно. Урочисте освячення храму відбулося 12 серпня 2012 року. Чин освячення та Божественну літургію звершив єпископ Володимир-Волинський і Ковельський Володимир. Для Ковеля цей храм особливий, адже священномученик Анатолій Ковельський є покровителем міста і його мешканців. |
|      | Церква Воскресіння словущеє РПЦвУ (УПЦ Московського патріархату). Знаходиться на вулиці Тараса Боровця, 5. Громада храму зареєстрована 23 червня 1999 року. Перша служба відбулася 24 липня 1999 року. Будівництво тимчасового храму розпочато 4 жовтня 2000 року, 26 вересня 2001 р. його було освячено преосвященнійшим владикою Симеоном. 10 березня 2002 р. закладено перший камінь і освячено хрест під будівництво основного храму. Першим настоятелем храму був протоієрей Володимир Лебедюк, а від 19 грудня 1999 року ним є протоієрей Михаїл Чупак. В храмі є ікона Преподобних Іова і Амфілохія Почаївських з часточками їх мощей. При храмі діє недільна школа, яку відвідують 70 дітей. |
|      | Церква святої мучениці Тетяни РПЦвУ (УПЦ Московського патріархату). Знаходиться на вулиці Герцена, 5. Церковна громада зареєстрована у 2002 році. І в тому ж році у грудні єпископ Симеон заклав перший наріжний камінь і провів освячення. Храм будувався на кошти пожертв і під керівництвом настоятеля протоієрея Володимира Бензюка. У 2009 році у церкві проводиться служба. Діє недільна школа. У 2008 році тут освячено 7 дзвонів за участю благочинного протоієрея Георгія Бензюка. |
|      | Монастир Вербський Знаходиться біля Ковеля на острові, де колись був православний монастир. У 1998 році сюди прийшов священик — чернець Варлаам. І з того часу почалося відродження древнього монастиря. Незадовго владика Симеон уже освячував місце, де мав постати новий храм Різдва Іоанна Предтечі. Голова Ковельської райдержадміністрації Віталій Карпюк включився у справу відбудови монастиря. Від села Вербка було насипано дорогу, а через річку Турію збудовано пішохідний міст. У 2003 році з села Велицьк перевезли дерев'яну церковку. Храм постав біля старого кам'яного фундаменту. На західній частині острова побудовано три дерев'яних будинки для монахів. Острів обгороджений вербовими палями. Вони поставлені густо і вже проростають зеленим листям. Так вирішено відгородитися від болота, а з часом спорудити новий кам'яний храм |
|      | Костел римо-католицький святої Анни Знаходиться на вулиці Вербицького, 1-а. |
|      | Монастир римо-католицький Знаходиться на вулиці Вербицького, 1-а. |
|      | Молитовний будинок Християн адвентистів сьомого дня Знаходиться на вулиці Некрасова, 10. Перша церковна громада адвентистів була зареєстрована у 1974 році. Молилися по квартирах. 1990 році віруючим було дозволено будувати церкву на вулиці Некрасова. На той час у громаді молилися 160 віруючих. Всі жертвували кошти і брали участь у будівництві. Через два роки перший поверх (підвальне приміщення) був збудований, відбулася перша служба. Нова будова церкви у 1994 році відчинила двері. На урочисте відкриття прибули керівники обласних церков і сам секретар Українського УНІОН Павло Хіменець. Сьогодні при церкві діє центр медичної допомоги. У церковній школі, крім Євангелія, дітей вчать англійської мови, математики та іншим наукам. Сучасна громада — це 389 дорослих і майже 200 дітей. Пастор церкви несе службу 3 роки. |
|      | Молитовний будинок Церкви Християн віри євангельської Знаходиться на вулиці Соборна, 35. Церковна громада християн-євангелістів зареєстрована у 1974 році. Віруючі молилися в домі на вулиці Загородній, який був оформлений на приватну особу. 1990 року було отримано дозвіл на будівництво храму на вулиці Соборній, 35. Незмінним пресвітером церкви є Сергій Анчук, якому допомагає нести службу пастор Анатолій Сидорук. Офіційно у церкві на 2009 рік зареєстровано 540 членів, дітей до 17 років — більше 200. При церкві діє реабілітаційний центр для лікування хворих, залежних від алкоголізму, та школа глухонімих. Зал для молитви вміщає 800 віруючих. Над залом — великий балкон, де може розміститися до 300 чоловік. Загалом це стиль храмової європейської модернової архітектури. |
|      | Молитовний будинок Церкви християн віри євангельської «Воскресіння» Знаходиться на вулиці Стуса, 21. |
|      | Молитовний будинок Церкви євангельських християн-баптистів Міжнародного Союзу Церков (МСЦ ЄХБ) Знаходиться на вулиці Волі, 31. |
|      | Молитовний будинок Церкви «Емануїл» Знаходиться біля річки Турія (між вулицями Незалежності та Сагайдачного) |

1. ↑  Ковель - офіційний сайт міста - Храми. www.kovelrada.gov.ua. Процитовано 8 березня 2025.